# ماء السماء (رواية)
ماء السماء رواية للروائي الفلسطيني يحيى يخلف. صدرت الرواية لأوّل مرة عام 2008 عن دار الشروق للنشر والتوزيع في الأردن. ودخلت في القائمة الطويلة للجائزة العالمية للرواية العربية لعام 2009، المعروفة بجائزة «بوكر».

## حول الرواية
يروي الكاتب الفلسطيني «يحيى يخلف» في هذه الرواية حكاية الفلسطينيين مجسّدًا زمن الخروج الكبير، ومسجّلا عذاباتهم، وبؤسهم وسعيهم لاستعادة كرامة العيش والوقوف مجددًا بعد الهزيمة التي قوّضت عالمهم. يستعيد الروائي ذلك بسرد حميم يتأمل تلك السنوات التي امتدت بين نكبة 48 وهزيمة 67 وشهدت بزوغ الثورة الفلسطينية في ستينيات القرن الماضي من أعماق المخيم.